# Irina Bliznowa
Irina Jurjewna Bliznowa (ros. Ирина Юрьевна Близнова; ur. 26 października 1986 w Krasnodarze), rosyjska piłkarka ręczna, reprezentantka kraju, rozgrywająca. Z reprezentacją dwukrotnie zdobyła mistrzostwo Świata w 2005 r. w Rosji oraz w 2007 r. we Francji. Na zakończenie mistrzostw Świata w 2007 r.
Podczas Igrzysk Olimpijskich 2008 w Pekinie zdobyła srebrny medal, a na zakończenie turnieju została wybrana do Siódemki gwiazd jako najlepsza prawa rozgrywająca.
Bliznowa została wyróżniona tytułem Zasłużonego Mistrza Sportu. 2 sierpnia 2009 r. została odznaczona Orderem „Za zasługi dla Ojczyzny” II klasy.
W sezonie 2009/10 miała przerwę na urlop macierzyński. 21 marca 2010 r. została matką, urodziła córkę Arinę.

## Sukcesy

### reprezentacyjne
- Mistrzostwa Świata:
  -  2005, 2007
- Mistrzostwa Świata Juniorek:
  -  2005
- Mistrzostwa Europy Juniorek:
  -  2003, 2004
- Mistrzostwa Europy:
  -  2006
- Mistrzostwa Olimpijskie:
  -  2008

### klubowe
- Liga Mistrzyń:
  -  2007
- Mistrzostwo Rosji:
  -  2005, 2006, 2008
  -  2007
  -  2009
- Puchar Rosji:
  -  2006

## Nagrody indywidualne
- Najlepsza prawa rozgrywająca Igrzysk Olimpijskich w Pekinie: 2008

## Odznaczenia
- Odznaczona tytułem Zasłużonego Mistrza Sportu.
- Order „Za zasługi dla Ojczyzny” II klasy (2 sierpnia 2009) - za zdobycie wicemistrzostwa olimpijskiego w 2008 r. w Pekinie.